# Jolyon Palmer
Jolyon Carlyle Palmer (Horsham, 20. siječnja 1991.) je britanski bivši vozač Formule 1. Sin je Jonathana Palmera koji se u Formuli 1 natjecao od 1983. do 1989.

## Karijera
Jolyon je trkaću karijeru započeo s kartingom, ali je već s 14 godina vozio trkaće automobile u T Car prvenstvu, te je u kategoriji T Car Autumn Trophy 2006., dominirao prvenstvom pobijedivši na četiri od šest utrka.
Godine 2007., Jolyon se okušao u utrkama jednosjeda, u Formuli Palmer Audi - natjecanju koje je osnovao njegov otac Jonathan. S pobjedama na Brands Hatchu i Oulton Parku, završio je deseti u poretku. Sljedeće godine u istoj seriji, završava treći s jednom pobjedom i 11 pobjedničkih postolja. Godine 2009. prelazi u prvenstvo Formule 2 gdje osvaja samo tri boda, ali 2010. u istom natjecanju osvaja prvu utrku sezone i završava drugi s pet pobjeda i 10 pobjedničkih postolja.
U GP2 seriji debitirao je 2011. za momčad Arden International. U zadnjoj utrci u Abu Dhabiju prelazi u Barwa Addax Team, te osvaja prvo pobjedničko postolje. Iduće sezone ostaje u istoj seriji, ali prelazi u iSport International gdje vozi zajedno s Marcusom Ericssonom. Jedinu pobjedu ostvario je u Monaku, a završio je 11. u poretku vozača. Jolyon je i 2013. ostao u GP2 seriji, ali u momčadi Carlin gdje mu je momčadski kolega bio Felipe Nasr. Te sezone pobjeđuje u Mađarskoj i Singapuru. Konačno 2014. prelazi u momčad DAMS, pobjeđuje četiri puta tokom sezone, te osvaja naslov u toj kategoriji. Iste godine prvi put testira bolid Formule 1 za momčad Force India.
Odlični nastupi Palmeru su omogućili mjesto testnog i rezervnog vozača u Lotusovoj F1 momčadi za sezonu 2015.

## Naslovi
- T Cars Autumn Trophy 2006.
- GP2 Series 2014.

## Rezultati u Formuli 1
| Sezona | Momčad                | Šasija         | Motor                   | Utrke   | Pobjede | Podiji | Bodovi | Plasman |
| ------ | --------------------- | -------------- | ----------------------- | ------- | ------- | ------ | ------ | ------- |
| 2016.  | Renault Sport F1 Team | Renault R.S.16 | Renault R.E.16 1.6 V6 t | 21 (20) | 0       | 0      | 1      | 18.     |
| 2017.  | Renault Sport F1 Team | Renault R.S.17 | Renault R.E.17 1.6 V6 t | 16      | 0       | 0      | 8      | 17.     |

## Vanjske poveznice
- Jolyon Palmer na driverdb.com
- Jolyon Palmer - službena stranica  Arhivirana inačica izvorne stranice od 20. veljače 2021. (Wayback Machine)